# Raderach
Raderach ist mit rund 400 Einwohnern der kleinste Ortsteil von Friedrichshafen am Bodensee. Er liegt sechs Kilometer nordwestlich des Friedrichshafener Stadtzentrums.

## Geschichte
Erstmals urkundlich erwähnt wurde Raderach 1140 als „Radirai“. Zur Unterscheidung des zu Ailingen gehörigen Weilers Unterraderach wurde der Ort teilweise auch Oberraderach genannt. Im 12. Jahrhundert gab es am Ort eine Adelsfamilie, die sich von Raderach nannte.
Zunächst nutzten diese Adeligen eine Befestigung auf dem Weiherberg, heute in unmittelbarer Nähe des Entsorgungszentrums Weiherberg, die sogenannte Alte Burg. Die auf der Gemarkung Kluftern liegende Befestigung, die als typischer Burgstall erhalten ist, wird 1160 erstmals von Werner von Raderach urkundlich erwähnt.
Die sogenannte „Neue Burg“ wurde auf dem Drumlin errichtet, auf dem Raderach noch heute liegt. Sie wird 1254 erstmals erwähnt und wurde erst 1836 abgebrochen.
Die örtliche Überlieferung siedelt die Geschichte der Rosa von Tannenburg auf der „Alten Burg“ (Tannenburg) und der „Neuen Burg“ (Fichtenburg) an. In der Folge gibt es in Raderach eine Fichtenburgstraße, in dem näher bei der „Alten Burg“ liegenden Unterraderach, eine Tannenburgstraße.
An der Stelle der 1836 abgebrochenen Wohnburg liegt heute die Gartenwirtschaft des Gasthauses Krone. Der letzte Besitzer der Burg, Vinzenz Brugger, ließ sie damals Stein für Stein abtragen, da er offenbar den Gerüchten glaubte, in den Gemäuern sei ein Schatz versteckt. Aus dem Abbruchmaterial wurden unter anderem das Gasthaus, der benachbarte Bauernhof und die Kapelle errichtet. Von der ursprünglichen Schlosskapelle wurde das Dreifaltigkeitsbild über dem Altar, das vermutlich aus der Werkstatt des Jörg Zürn aus Überlingen stammt, eine wertvolle Kreuzigungsgruppe, ein Kelch, der die Jahreszahl 1695 trägt und ein Votivbild aus dem Jahre 1744, das von der Heilung einer Krankheit erzählt, in die neue Kapelle übernommen. Im Keller des Gasthauses Krone ist heute noch der Tiefbrunnen zu sehen, der die Burg ganzjährig mit Wasser versorgte und einst außerhalb der Burg lag. Nach neueren Untersuchungen wurde der Brunnen etwa 60 Meter tief ausgebaut und erreicht fast Seeniveau.
Die Familie von Raderach hatte großen Besitz, den sie im 13. Jahrhundert vor allem an das Kloster Salem verkaufte. Die Burg selbst wurde 1278 an Graf Mangold von Nellenburg verkauft, der sie 1280 an den Bischof von Konstanz weiterveräußerte. Dieser verkaufte sie 1289/91 an Werner von Raderach. 1324 bis 1616 war der Ort an Konstanzer Ministerialen und später an Ravensburger Patrizier verpfändet. Die niedere Gerichtsbarkeit oblag Konstanz, die hohe Gerichtsbarkeit der österreichischen Landvogtei Schwaben. 1616 gehörte der Ort zur Obervogtei Markdorf und kam 1803 zunächst an Württemberg, jedoch 1806 an Baden. Ab 1811 gehörte der Ort zum Bezirksamt Meersburg und kam 1857 ans Bezirksamt Überlingen, aus dem 1939 der Landkreis Überlingen hervorging. Am 1. Dezember 1971 wurde Raderach zusammen mit Ailingen nach Friedrichshafen eingemeindet.
Zwischen 1942 und 1945 wurden bei Raderach im Raderacher Forst unter Einsatz von Zwangsarbeitern Teile für die V2-Rakete produziert. 1944 wurde das Außenwerk bombardiert, aber nur unwesentlich beschädigt. Bis Ende 1944 wurde weiterproduziert. Erst im Januar 1945 wurde das Gelände beim Herannahen französischer Truppen geräumt. Bereits am 9. Mai 1945 kam Professor Moureu, der Mitbegründer der Französischen Raketenforschung und Urvater der Ariane, zu einer Besichtigung nach Oberraderach. Er fand die unzerstörten Prüfanlagen der Sauerstoffverflüssigung, Montagehallen und sonstige Einrichtungen vor und ließ alles brauchbare demontieren und nach Frankreich schaffen. Nach der Sprengung des kompletten Geländes 1948 durch französische Besatzer wurde das Gelände bis 1978 als Truppenübungsplatz verwendet. Nach Aufgabe des Truppenübungsplatzes wurde der Weiherberg 1979 zur Mülldeponie umgebaut. Große Teile des ehemaligen V2-Geländes verschwanden unter dem jetzt etwa 38 Meter hohen Müllberg.

## Persönlichkeiten
Der Autor und Schriftsteller Josef Hoben stammt aus Raderach.

## Befestigung Heidengestied

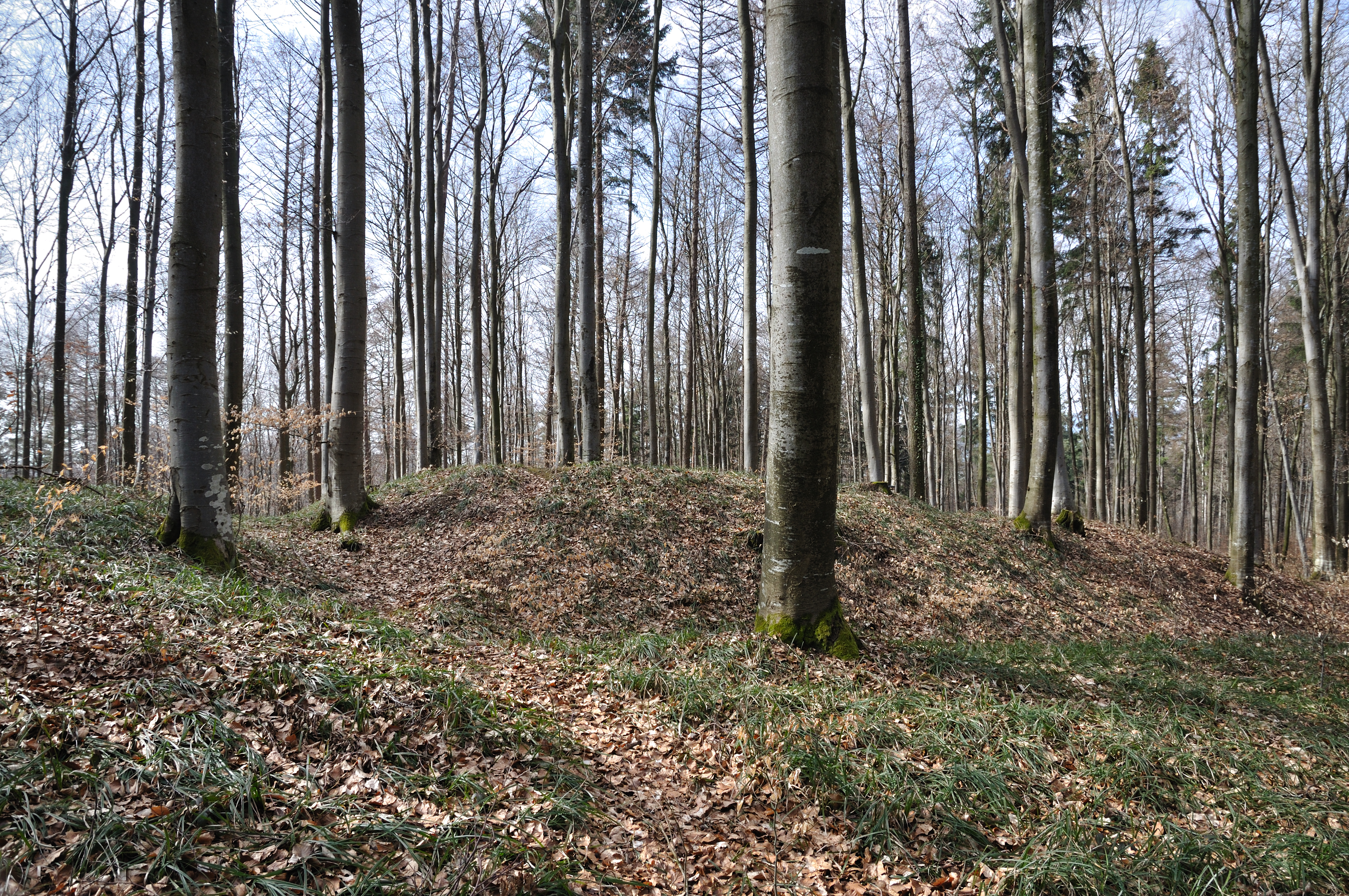
Heidengestied

Auf dem Heidengestied, einem Drumlin nördlich von Raderach, finden sich Reste einer alten Befestigung. Von der annähernd rechteckigen Befestigung, die sich auf etwa 26 × 34 Meter erstreckt, sind auf der östlichen und der südlichen Seite deutlich Wallreste und Vorgraben zu erkennen. Die westliche Seite der Anlage ist noch teilweise erkennbar, die nördliche Seite ist weitgehend verschliffen. Laut der Oberamtsbeschreibung Tettnang von 1915 handelt es sich um eine keltische Viereckschanze, dies wird aber u. a. vom Landesamt für Denkmalpflege, bezweifelt. Alter und Zweck der Anlage, die auf älteren Flurkarten auch als Herdengestäud bezeichnet wird, sind nicht bekannt.
Da die Anlage weder in schriftlichen Quellen genannt ist, noch vergleichbare Bauwerke in der Region zu finden sind, kann sie nur anhand der Geländemerkmale ins Mittelalter datiert werden.

## Politik
Die Bewohner der Ortschaft Raderach nehmen an den Gemeinderatswahlen von Friedrichshafen als Wohnbezirk Raderach teil. Die Gemeinderatswahl erfolgt nach dem System der Unechten Teilortswahl. Ein ehrenamtlicher Ortsvorsteher und der Ortschaftsrat, die alle fünf Jahre gewählt werden, vertreten die Interessen der Bürger Raderachs in der Kommunalpolitik. Ortsvorsteher ist seit 2024 Reiner Leopold.
Der Ortschaftsrat setzt sich wie folgt zusammen (Stand: Ortschaftsratswahlen 2024):
- Freie Bürger: 4 Sitze
- Unabhängige Bürger: 3 Sitze

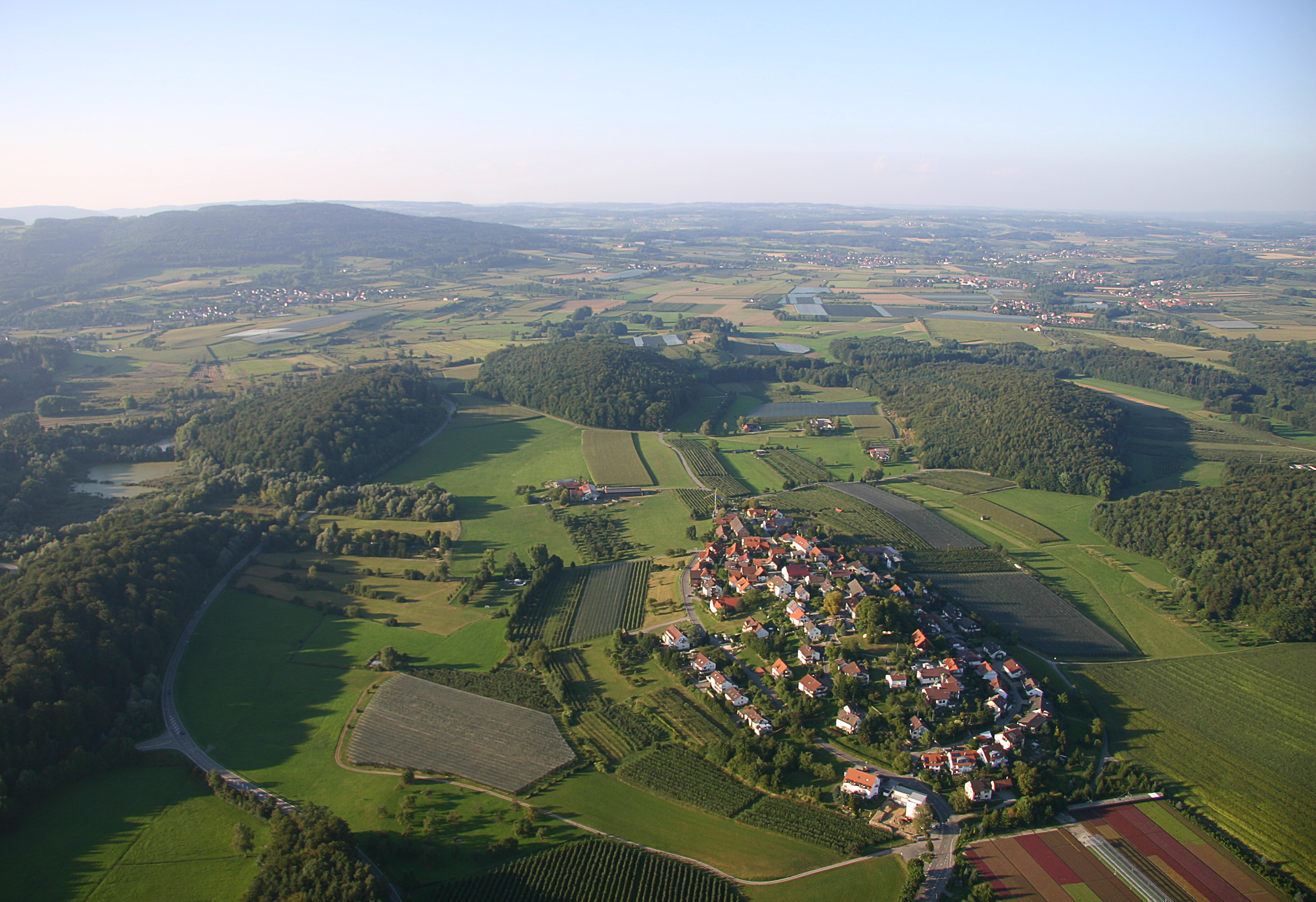
Luftbild mit Umgebung
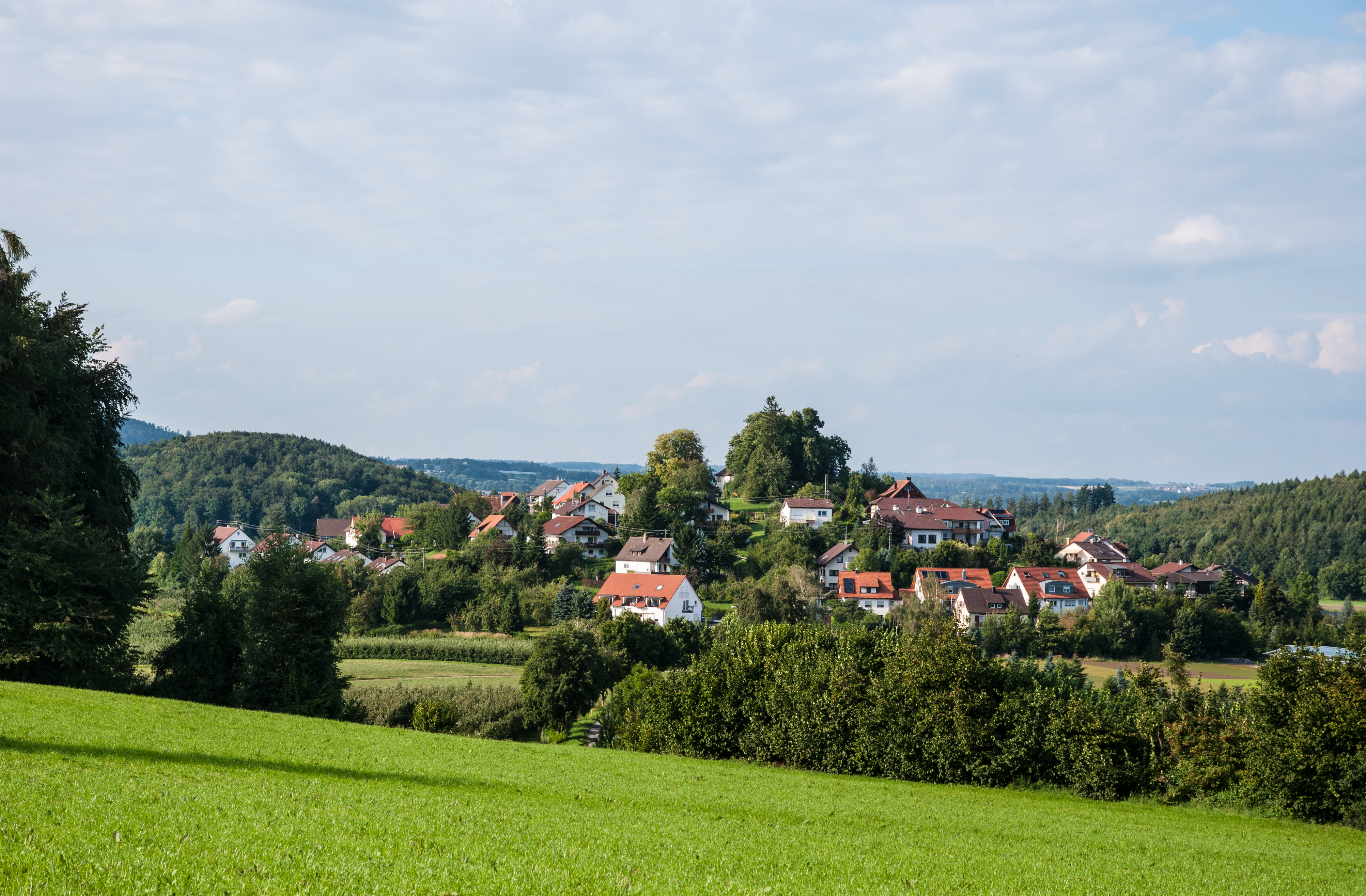
Raderach
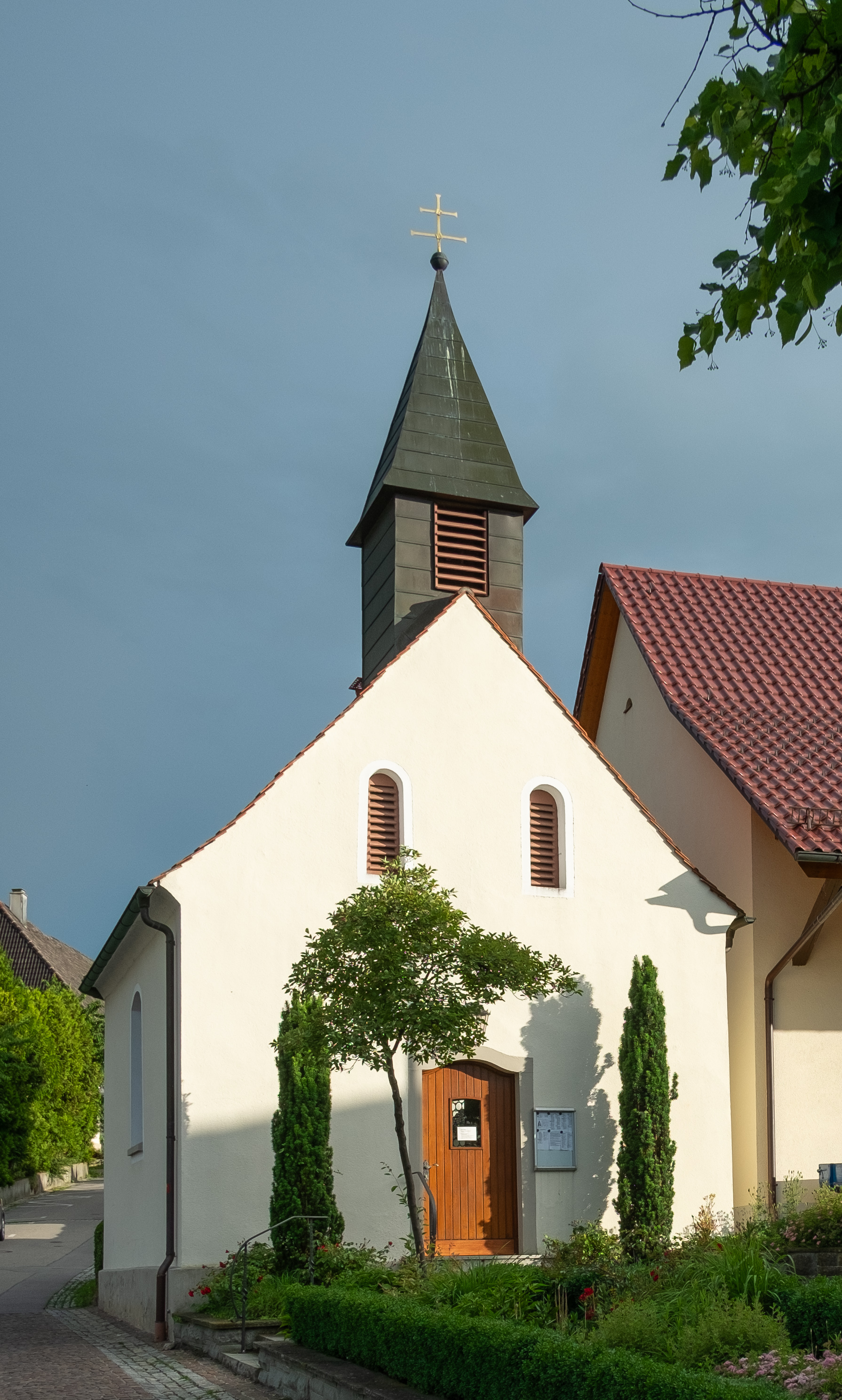
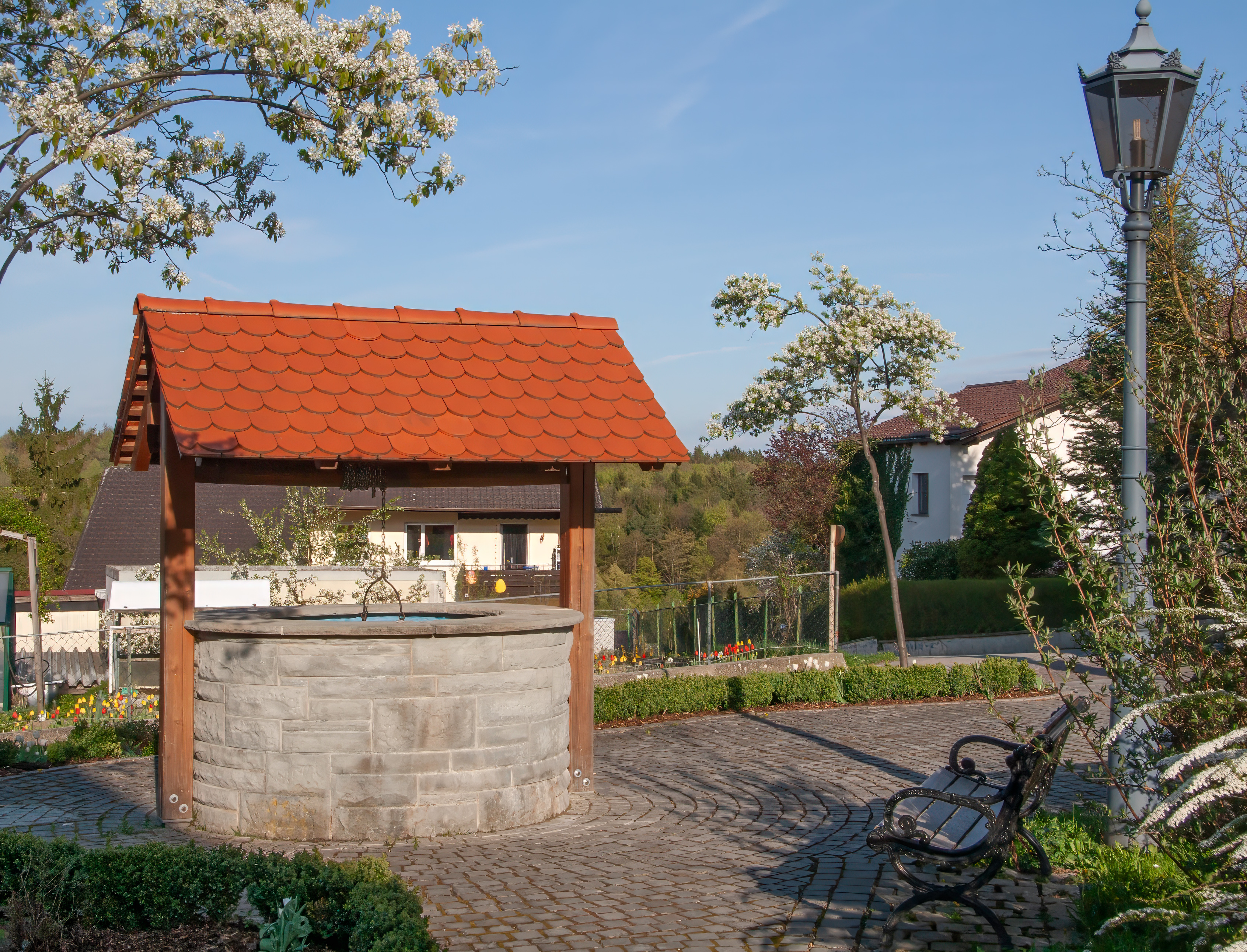
Brunnen am Dorfplatz Raderach
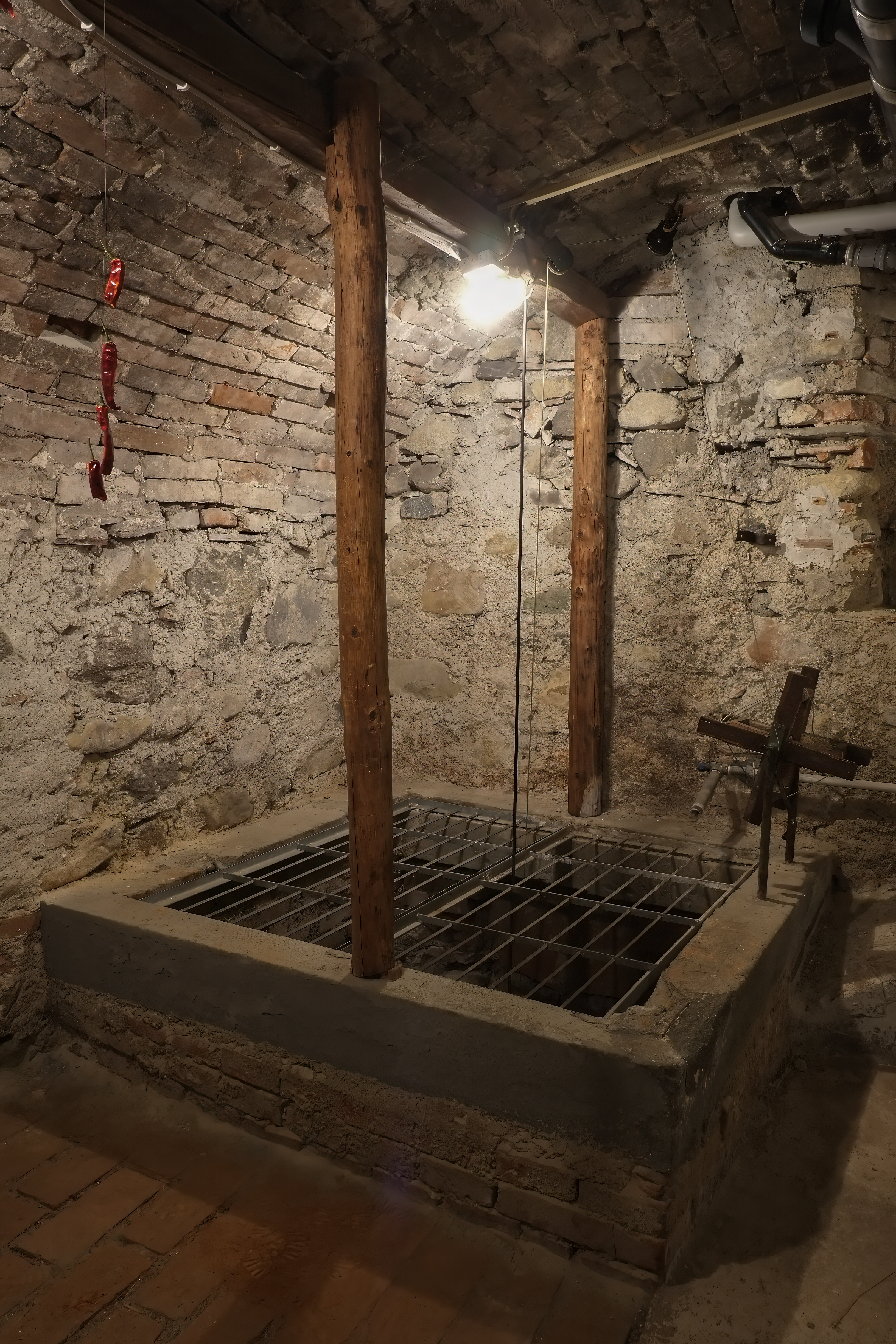
Früherer Burgbrunnen, heute im Keller des Gasthauses